# 温水乡
温水乡，是中华人民共和国湖南省怀化市溆浦县下辖的一个乡镇级行政单位。

## 行政区划
温水乡下辖以下地区：
景山村、岩子坪村、虎岗村、红旗村、岭脚村、永胜村、顺利村、新金村和黄江村。